# راينفلدن
راينفلدن ألمانيا (بالألمانية: Rheinfelden (Baden)) هي مدينة وبلدة ألمانية تقع في ألمانيا في لوراخ. يقدر عدد سكانها بـ 32,469 نسمة .

## أعلام
- آن صوفي موتر
- راؤول بيترتا
- كارل فريتز
- أنطونيو فيشر